# Селезёнкино
Селезёнкино — деревня в Нелидовском городском округе Тверской области России. До 2018 года входила в состав ныне упразднённого Новосёлковского сельского поселения.

## География
Деревня находится в юго-западной части Тверской области, в зоне хвойно-широколиственных лесов, в пределах южной части Валдайской возвышенности, на правом берегу реки Межи, к западу от автодороги 28К-0113, на расстоянии примерно 13 километров (по прямой) к югу от Нелидова, административного центра округа. Абсолютная высота — 183 метра над уровнем моря.

### Климат
Климат характеризуется как умеренно континентальный, с умеренно холодной зимой и тёплым влажным летом. Среднегодовая температура воздуха — 4 °C. Абсолютный минимум температуры воздуха холодного периода составляет −47 °C; абсолютный максимум тёплого периода — 36 °C. Безморозный период длится около 138 дней. Годовое количество атмосферных осадков составляет в среднем 649 мм, из которых большая часть (около 439 мм) выпадает в тёплый период. Снежный покров держится в течение 155 дней.

### Часовой пояс
Деревня Селезёнкино, как и вся Тверская область, находится в часовой зоне МСК (московское время). Смещение применяемого времени относительно UTC составляет +3:00.

## Население
| 2002 | 2010 |
| ---- | ---- |
| 3    | ↘1   |

### Национальный состав
Согласно результатам переписи 2002 года, в национальной структуре населения русские составляли 100 % из 3 чел.